# Torneo de Ginebra
El Abierto de Ginebra (denominado oficialmente Gonet Geneva Open) es un torneo oficial de tenis masculino incluido en el calendario de la categoría ATP 250. Se celebra anualmente en Ginebra (Suiza) sobre tierra batida al aire libre. Se disputó desde 1980 hasta 1991, y posteriormente fue degradado a categoría Challenger. 
En noviembre de 2014 la ATP anunció que el Torneo de Düsseldorf se trasladaría a Ginebra, donde se llevaría a cabo desde el año 2015 como un torneo de la categoría ATP 250.

## Palmarés

### Individual masculino
| Año        | Campeón                                  | Subcampeón                               | Resultado                                |
| ---------- | ---------------------------------------- | ---------------------------------------- | ---------------------------------------- |
| 1980       | Balázs Taróczy                           | Adriano Panatta                          | 6-3, 6-2                                 |
| 1981       | Björn Borg                               | Tomáš Šmíd                               | 6-4, 6-3                                 |
| 1982       | Mats Wilander                            | Tomáš Šmíd                               | 7-5, 4-6, 6-4                            |
| 1983       | Mats Wilander                            | Henrik Sundström                         | 3-6, 6-1, 6-3                            |
| 1984       | Aaron Krickstein                         | Henrik Sundström                         | 6-7, 6-1, 6-4                            |
| 1985       | Tomáš Šmíd                               | Mats Wilander                            | 6-4, 6-4                                 |
| 1986       | Henri Leconte                            | Thierry Tulasne                          | 7-5, 6-3                                 |
| 1987       | Claudio Mezzadri                         | Tomáš Šmíd                               | 6-4, 7-5                                 |
| 1988       | Marian Vajda                             | Kent Carlsson                            | 6-4, 6-4                                 |
| 1989       | Marc Rosset                              | Guillermo Pérez-Roldán                   | 6-4, 7-5                                 |
| 1990       | Horst Skoff                              | Sergi Bruguera                           | 7-6, 7-6                                 |
| 1991       | Thomas Muster                            | Horst Skoff                              | 6-2, 6-4                                 |
| 1992- 2014 | Circuito Challenger                      | Circuito Challenger                      | Circuito Challenger                      |
| 2015       | Thomaz Bellucci                          | João Sousa                               | 7-6(4), 6-4                              |
| 2016       | Stan Wawrinka                            | Marin Čilić                              | 6-4, 7-6(11)                             |
| 2017       | Stan Wawrinka                            | Mischa Zverev                            | 4-6, 6-3, 6-3                            |
| 2018       | Márton Fucsovics                         | Peter Gojowczyk                          | 6-2, 6-2                                 |
| 2019       | Alexander Zverev                         | Nicolás Jarry                            | 6-3, 3-6, 7-6(8)                         |
| 2020       | No disputado por la pandemia de COVID-19 | No disputado por la pandemia de COVID-19 | No disputado por la pandemia de COVID-19 |
| 2021       | Casper Ruud                              | Denis Shapovalov                         | 7-6(6), 6-4                              |
| 2022       | Casper Ruud                              | João Sousa                               | 7-6(3), 4-6, 7-6(1)                      |
| 2023       | Nicolás Jarry                            | Grigor Dimitrov                          | 7-6(1), 6-1                              |
| 2024       | Casper Ruud                              | Tomáš Macháč                             | 7-5, 6-3                                 |
| 2025       | Novak Djokovic                           | Hubert Hurkacz                           | 5-7, 7-6(2), 7-6(2)                      |

### Dobles masculino
| Año        | Campeones                                | Subcampeones                             | Resultado                                |
| ---------- | ---------------------------------------- | ---------------------------------------- | ---------------------------------------- |
| 1980       | Željko Franulović Balázs Taróczy         | Heinz Günthardt Markus Günthardt         | 6-4, 4-6, 6-4                            |
| 1981       | Heinz Günthardt Balázs Taróczy           | Pavel Složil Tomáš Šmíd                  | 6-4, 3-6, 6-2                            |
| 1982       | Pavel Složil Tomáš Šmíd                  | Carl Limberger Mike Myburg               | 6-4, 6-0                                 |
| 1983       | Stanislav Birner Blaine Willenborg       | Joakim Nyström Mats Wilander             | 6-1, 2-6, 6-3                            |
| 1984       | Michael Mortensen Mats Wilander          | Libor Pimek Tomáš Šmíd                   | 6-1, 3-6, 7-5                            |
| 1985       | Sergio Casal Emilio Sánchez              | Carlos Kirmayr Cassio Motta              | 6-4, 4-6, 7-5                            |
| 1986       | Andreas Maurer Jörgen Windahl            | Gustavo Luza Gustavo Tiberti             | 6-4, 3-6, 6-4                            |
| 1987       | Ricardo Acioly Luiz Mattar               | Mansour Bahrami Diego Pérez              | 3-6, 6-4, 6-2                            |
| 1988       | Mansour Bahrami Tomáš Šmíd               | Gustavo Luza Guillermo Pérez-Roldán      | 6-4, 6-3                                 |
| 1989       | Andrés Gómez Alberto Mancini             | Mansour Bahrami Guillermo Pérez-Roldán   | 6-3, 7-5                                 |
| 1990       | Pablo Albano David Engel                 | Neil Borwick David Lewis                 | 6-3, 7-6                                 |
| 1991       | Sergi Bruguera Marc Rosset               | Per Henricsson Ola Jonsson               | 3-6, 6-3, 6-2                            |
| 1992- 2014 | Circuito Challenger                      | Circuito Challenger                      | Circuito Challenger                      |
| 2015       | Juan Sebastián Cabal Robert Farah        | Raven Klaasen Yen-Hsun Lu                | 7-5, 4-6, [10-7]                         |
| 2016       | Steve Johnson Sam Querrey                | Raven Klaasen Rajeev Ram                 | 6-4, 6-1                                 |
| 2017       | Jean-Julien Rojer Horia Tecău            | Juan Sebastián Cabal Robert Farah        | 2-6, 7-6(9), [10-6]                      |
| 2018       | Oliver Marach Mate Pavić                 | Ivan Dodig Rajeev Ram                    | 3-6, 7-6(3), [11-9]                      |
| 2019       | Oliver Marach Mate Pavić                 | Matthew Ebden Robert Lindstedt           | 6-4, 6-4                                 |
| 2020       | No disputado por la pandemia de COVID-19 | No disputado por la pandemia de COVID-19 | No disputado por la pandemia de COVID-19 |
| 2021       | John Peers Michael Venus                 | Simone Bolelli Máximo González           | 6-2, 7-5                                 |
| 2022       | Nikola Mektić Mate Pavić                 | Pablo Andújar Matwé Middelkoop           | 2-6, 6-2, [10-3]                         |
| 2023       | Jamie Murray Michael Venus               | Marcel Granollers Horacio Zeballos       | 7-6(6), 7-6(3)                           |
| 2024       | Marcelo Arévalo Mate Pavić               | Lloyd Glasspool Jean-Julien Rojer        | 7-6(2), 7-5                              |
| 2025       | Sadio Doumbia Fabien Reboul              | Ariel Behar Joran Vliegen                | 6-7(4), 6-4, [11-9]                      |